# Salvatore Maccali
Salvatore Maccali (Milà, 2 d'abril de 1955) va ser un ciclista italià, que fou professional entre 1978 i 1985. El seu èxit més important fou una victòria d'etapa a la Volta a Espanya de 1978.

## Palmarès
- 1977
  - 1r al Gran Premi de la Indústria del Cuir i de la Pell
  - Vencedor d'una etapa al Gran Premi Guillem Tell
  - Vencedor d'una etapa al Baby Giro
- 1978
  - Vencedor d'una etapa a la Volta a Espanya

### Resultats a la Volta a Espanya
- 1978. 49è de la classificació general. Vencedor d'una etapa
- 1983. 50è de la classificació general
- 1984. 39è de la classificació general

### Resultats al Giro d'Itàlia
- 1979. 48è de la classificació general
- 1983. 59è de la classificació general
- 1985. 41è de la classificació general